# What's the Use of Grumbling
What's the Use of Grumbling è un cortometraggio muto del 1918 diretto da Henry Edwards

## Produzione
Il film fu prodotto dalla Hepworth.

## Distribuzione
Distribuito dal Ministry of Information, il film - un cortometraggio di 45,72 metri - uscì nelle sale cinematografiche britanniche nel luglio 1918.